# Claes Hans Rålamb
Claes Hans Rålamb, född 3 juli 1784 på Fånö i Löt, död 9 februari 1867 i Uppsala, var en svensk friherre, landshövding och tillförordnad överståthållare.

## Bana
Rålamb blev kornett vid Mörnerska husarregementet 29 januari 1788, så även vid Livgardet till häst 18 december 1801, premiäradjutant 15 februari 1802 och löjtnant 12 april 1803. Han erhöll avsked 26 november 1807. Rålamb blev kammarherre hos drottningen 15 mars 1808 och blev tjänstefri 21 februari 1811. Han var ordförande i konstitutionsutskottet vid riksdagen 1829–30 och tillförordnad överståthållare i Stockholm från 6 september till 13 oktober 1839. Han avsade sig fullmäktigeskapet i Riksgäldskontoret i juni 1842 och erhöll på begäran avsked från landshövdingeämbetet 2 juni samma år. Rålamb blev landshövding i Stockholms län 20 april 1830 och fullmäktig i Riksgäldskontoret 1834.

## Utmärkelser
Rålamb blev riddare av Nordstjärneorden 1 december 1830, riddare av kejserliga ryska Sankt Stanislaus orden av andra klass med kraschan 1838.

## Familj
Claes Hans Rålamb var son till överhovstallmästaren friherre Claes Rålamb och dess andra fru Charlotta Augusta Adlerfelt, dotter till sista manlige medlemmen i friherrliga ätten Adlerfelt på svärdssidan, landshövdingen i Malmöhus län friherre Carl Adlerfelt. Han gifte sig 1811 med Sofia Magdalena Westerberg, dotter till brukspatronen Gustav Westerberg och Maria Elisabeth Möller.